# Cavernocarabodes perreti
Cavernocarabodes perreti är en kvalsterart som beskrevs av Sandór Mahunka 1974. Cavernocarabodes perreti ingår i släktet Cavernocarabodes och familjen Carabodidae. Inga underarter finns listade i Catalogue of Life.